# Världscupen i simning
Världscupen i simning är en internationell tävling i kort-distanssimning (25 meter) organiserad av FINA, det internationella simförbundet. Tävlingen startades säsongen 1988/1989 och är öppen för alla simmare i FINA-medlemsländer.
I dagsläget får man priser endast på 1:a, 2:a och 3:e plats. Prispengarna är för dessa platser, i nedgående ordning,     700 000 SEK, 450 000  SEK och 300 000 SEK. Utöver dessa kommer en bonus på 70 000 SEK vid ett nytt världsrekord.